# Paramyotonia congenita
Die Paramyotonia congenita (auch als Kältemyotonie oder nach dem Erstbeschreiber, dem Neurologen Albert Eulenburg (1840–1917) mit Paramyotonia congenita Eulenburg bezeichnet) ist eine zum Formenkreis der Natriumkanalmyotonien gehörende Muskelerkrankung. Sie äußert sich beim Menschen durch eine erschwerte Entspannung der Muskulatur nach Kontraktion und bei Kälte.

## Ursachen
Als genetische Ursache sind Punktmutationen im SCN4A-Gen auf Chromosom 17q23 identifiziert worden. Pathophysiologisch gesehen ist die Funktion des Natrium-Kanals in den Muskelzellen beeinträchtigt (stark verlangsamte Inaktivierung); bei Kälte und repetitiven Bewegungen nimmt so der Natriumeinstrom in die Zelle zu. Dies führt zu einer andauernden leichten Depolarisation der Muskelzelle und somit zur Ausbildung spontaner Aktionspotentiale, die wiederum zur Ausschüttung von Kalzium-Ionen führen und damit eine Kontraktion bewirken.
Es gibt Hinweise, dass die Veränderungen der resultierenden Natriumkonzentration in und außerhalb der Muskelzellen mittels Magnetresonanztomographie nachweisbar sein könnten.

## Symptomatik
Die Erkrankung besteht lebenslang. Charakteristisch sind die bei Kälte eintretende Steifigkeit der Augen-, Gesichts-, Hals-, Schluck- und Extremitätenmuskeln (insbesondere der Unterarme und der Beine) sowie eine nach Kälteexposition oder schon nach kurzer körperlicher Tätigkeit eintretende Schwäche und Schmerzhaftigkeit der Skelettmuskulatur. 

## Diagnose
Bei der klinischen Untersuchung fällt die Verzögerung der Öffnung der Augenlider nach festem Zukneifen auf, die bei Kälte zunimmt. Andere Zeichen wie Faustschluss- oder Perkussionsmyotonie können negativ sein.
Als weitere Untersuchungen sind Elektromyographie (mit Kühlung der Extremität) und die Analyse von Creatin-Kinase und der Transaminasen im Blut notwendig. Ergänzend ist eine molekulargenetische Untersuchung sinnvoll, aber nicht zwingend.

## Behandlung
Zur Therapie der Erkrankung liegen bisher kaum systematische Studien vor. Die Empfehlungen stützen sich daher auf nicht „evidenz“basierte Daten. Zur Behandlung der Paramyotonia congenita werden Mexiletin oder ersatzweise auch Carbamazepin empfohlen.